# 岡山県道299号布賀地頭線
岡山県道299号布賀地頭線（おかやまけんどう299ごう ふかじとうせん）は、岡山県高梁市を通る一般県道である。

## 概要
高梁市備中町布賀と高梁市川上町地頭を結ぶ。

### 路線データ
- 起点：高梁市備中町布賀（岡山県道・広島県道106号布賀油木線交点）
- 終点：高梁市川上町地頭（岡山県道77号美星高山市線交点）
- 総延長：12.8 km
- 実延長：11.1 km

## 沿革
- 1994年（平成6年）4月1日 - 岡山県告示第250号により認定される。

前身は岡山県道296号高山市地頭線の一部と岡山県道299号高山備中線の全線。
- 2004年（平成16年）10月1日 - 高梁市と川上郡の全3町（川上町・成羽町・備中町）、上房郡有漢町が対等合併して改めて高梁市が設置されたことに伴い、全区間が高梁市域を通る路線になり、併せて起終点の地名表記が変更される。

## 路線状況
前半部にあたる高梁市備中町布賀から高梁市川上町高山までの単独区間は、岡山県道・広島県道106号布賀油木線との交点付近を除き、普通車がやっと通れる道幅で離合困難区間が続く険道となっている。険道ではあるものの所々離合ができるように改良が加えられている。
後半部にあたる高梁市川上町高山から高梁市川上町地頭までの単独区間は、ほとんどが1.5車線となっている。
川上町中心部および国道313号から高山地区（弥高山など）へ向かう際、延長ではこの区間が最短であるが、道路標識や案内看板では整備された2車線区間の多い岡山県道77号美星高山市線を使用するよう誘導している。
全体的に単独区間は落石の発生しやすい道路状況となっているため注意が必要。

### 重複区間
- 岡山県道77号美星高山市線（高梁市川上町高山）

## 地理

### 通過する自治体
- 岡山県
  - 高梁市

### 交差する道路
| 交差する道路                                                  | 交差する場所 | 交差する場所 |
| ------------------------------------------------------------- | ------------ | ------------ |
| 岡山県道・広島県道106号布賀油木線                             | 備中町布賀   | 起点         |
| 岡山県道77号美星高山市線 重複区間起点                         | 川上町高山   |              |
| 岡山県道473号上大竹高山線                                     | 川上町高山   |              |
| 岡山県道77号美星高山市線 重複区間終点 岡山県道297号高山芳井線 | 川上町高山   |              |
| 岡山県道77号美星高山市線                                      | 川上町地頭   | 終点         |

### 沿線
- 磐窟渓・磐窟洞
- 高梁市役所 川上地域局
- 高梁市立川上小学校